# Hernán Pérez
Pour le joueur de baseball, voir Hernán Pérez (baseball).
Hernán Arsenio Pérez González, né le 25 février 1989 à Fernando de la Mora au Paraguay, est un footballeur international paraguayen évoluant comme ailier droit à l'Al Ahli SC.

## Biographie
Hernán Pérez débute en professionnel à seulement 16 ans au Tacuary FC, club paraguayen de Primera Division. En 2008, âgé de 19 ans, il rejoint l'un des grands clubs du pays, le Club Libertad. Toutefois il ne joue pas en équipe première, n'y faisait qu'une seule apparition en championnat.
Repéré à la Coupe du monde des moins de 20 ans de 2009, il s'engage le 30 juillet 2009 avec le club espagnol du Villarreal CF.
Pour sa première saison en Espagne, il intègre la réserve de Villarreal qui évolue en Liga Adelante en deuxième division espagnole. Disputant 35 matchs de championnat, il s'impose rapidement comme une pièce maitresse de l'équipe.
Il fait sa première apparition en équipe première en 2011 lors d'un match de Ligue Europa.
En 2015, Pérez rejoint l'Espanyol de Barcelone.
En janvier 2018, Pérez est prêté pour le reste de la saison au Deportivo Alavés.

### Sélection nationale
Hernán Pérez dispute la Coupe du monde de football des moins de 20 ans de 2009 avec le Paraguay, disputant les quatre matchs de son équipe, en poule et lors de la défaite (0-3) contre la Corée du Sud en 1/8 de finale. 
Il débute en sélection du Paraguay en 2010 et compte actuellement sept sélections donc trois comme titulaire.

## Palmarès
- Club Libertad
  - Championnat du Paraguay (1) : 2008
- Olympiakos
  - Championnat de Grèce (1) : 2014